# Матвійчук Володимир Андрійович
Володи́мир Андрі́йович Матвійчу́к — український військовик, старший сержант Збройних сил України, учасник війни на сході України.

## Нагороди
За особисту мужність і героїзм, виявлені у захисті державного суверенітету та територіальної цілісності України, вірність військовій присязі під час російсько-української війни нагороджений
- орденом «За мужність» III ступеня (4.12.2014)